# Hanne Schleich
Hanne Schleich (* 29. April 1916 in Köln als Hanne Grüttner; † 14. Oktober 2000 in Arnsberg) war eine deutsche Schriftstellerin.

## Leben
Hanne Schleich wuchs auf in Köln, wo sie die Volksschule und ein Lyzeum bis zur mittleren Reife besuchte. Von 1931 bis 1934 hielt sie sich in den Niederlanden auf. Danach absolvierte sie ein Volontariat in einer Anwaltskanzlei und war fünf Jahre bei einer Kölner Firma tätig. Im Zweiten Weltkrieg war sie Leiterin eines Kinderheims in Jülich. Seit ihrer Evakuierung ins Sauerland im Jahre 1943 lebte sie dort. Nach dem Krieg widmete sie sich ihrer Familie und war anschließend als Sekretärin und Auslandsbeauftragte für einen Industriekonzern tätig, später wiederum in einem Erziehungsheim. 1979 begann sie mit dem Schreiben literarischer Texte. Sie lebte zuletzt in Neheim-Hüsten.
Hanne Schleichs Werk umfasst Romane, Erzählungen, Essays, Gedichte und Hörspiele; daneben übersetzte sie aus dem Niederländischen.
Hanne Schleich war Mitglied des Freien Deutschen Autorenverbands, des Autorenkreises Ruhr-Mark, der Bibliophilen-Gesellschaft in Köln und der Christine-Koch-Gesellschaft. 1991 war sie Dorfschreiberin der Gemeinde Schleich/Mosel,
1998 wurde ihr die Ritterstufe des belgischen Ordens „Ordre de Léopold II“ verliehen.

## Werke
- Hauptsächlich Schnürriemen oder Des Menschen Würde, Balve 1980
- ... was anrühret, Arnsberg 1984
- Irrlicht über Edens Gärten, Heilbronn 1986
- Veilchendienstag, Arnsberg 1987
- Heimat im Moselland, Arnsberg 1992
- Unter dem Himmel von Brabant, Trier 1993

## Übersetzungen
- Anne Biegel: Lust und Plage der späten Tage, Heilbronn 1996
- Anne Biegel: Mitreden ist Gold, Heilbronn 1990
- Anne Biegel: Wo ist denn meine Brille?, Heilbronn 1989
- Charles De Coster: Die Legende und die heldenmütigen, fröhlichen und ruhmreichen Abenteuer von Tijl Uilenspiegel und Lamme Goedzak in Flandern und anderswo, Arnsberg 1996
- Joke Forceville-van Rossum: Auf einmal war alles anders, Heilbronn 1994
- Laura Reedijk: Als ich die Mutter meiner Mutter wurde, Heilbronn 1991
- Laura Reedijk: Momente des Glücks, Heilbronn 1991